# Майкл Рубін
Майкл Г. Рубін (Michael G. Rubin нар. 21 липня 1972) — американський бізнесмен і філантроп, генеральний директор Fanatics, (провідного світового постачальника ліцензованих спортивних товарів) та виконавчий голова Rue Gilt Groupe (портфельної компанія електронної комерції, яка включає RueLaLa.com, Gilt.com і ShopPremiumOutlets.com). Раніше він заснував GSI Commerce у 1998 році, продавши її eBay в 2011 році за 2,4 мільярда доларів.
Рубін був партнером баскетбольної команди Philadelphia 76ers з 2011 року та хокейної команди New Jersey Devils з 2013 року, перш ніж продати свої частки в Harris Blitzer Sports &amp; Entertainment, холдинговій компанії обох, у червні 2022 року, щоб зосередитися на розширенні Fanatics. Він також є співголовою REFORM Alliance, організації з реформування кримінального правосуддя, яку заснував у січні 2019 року разом із Джей-Зі, Міком Міллом, Робертом Крафтом та Деніелом С. Лебом тощо.
Рубін був включений до Forbes 400 : Найбагатші люди Америки, Forbes: Список мільярдерів світу та Bloomberg Billionaires Index. Його особисті статки станом на листопад 2022 року оцінювалися в 10,2 мільярда доларів.

## Походження та навчання
Рубін народився 1972 року в єврейській сім'ї, син Полетт і Кена Рубін. Мати була психіатром, а батько — ветеринаром. Виріс у Лафайєт-Гілл, штат Пенсільванія, де відкрив майстерню з тюнінгу лиж у підвалі своїх батьків, коли йому було 12 років, а через два роки, використавши подарунки на бар-міцву в розмірі 2500 доларів як початковий капітал і договір оренди, підписаний його батьком, відкрив офіційний лижний магазин у Коншохокені, штат Пенсільванія, отримав назву Mike's Ski and Sport.
До 16-річного віку в Рубіна було близько 120 000 доларів боргу, і він зміг розрахуватися з кредиторами, використовуючи позику в 37 000 доларів від свого батька за умови, що він навчатиметься в коледжі. Рубін погодився, продовжуючи керувати бізнесом, який виріс до п'яти лижних магазинів до того, як він вступив до коледжу. Він навчався в Університеті Вілланова протягом семестру, перш ніж кинути навчання після того, як отримав значний прибуток від опортуністичної операції. Це передбачало купівлю зайвого обладнання на 200 000 доларів США з великою знижкою, 17 000 доларів позичених у друга та перепродаж за 75 000 доларів.

## Кар'єра
Використавши доходи від випадкової трансакції надлишкових акцій і після продажу лижних магазинів, він заснував компанію з продажу спортивного спорядження KPR sports — названу на честь ініціалів його батьків — яка купувала та продавала товари торгових марок із надлишковими запасами. У 1993 році, коли Рубіну виповнився 21 рік, річний обсяг продажів KPR досяг $1 млн; до 1995 року продажі KPR досягли 50 мільйонів доларів. У 1995 році Рубін придбав 40 % акцій виробника жіночого спортивного взуття Rykä.
У 1998 році Рубін створив компанію з виробництва одягу та логістики Global Sports Incorporated, яка згодом перетворилася на GSI Commerce, багатомільярдну компанію електронної комерції. У 2011 році, коли йому виповнилося 38 років, Рубін продав GSI компанії eBay за 2,4 мільярда доларів, отримавши несподіваний прибуток у 150 мільйонів доларів. Оскільки eBay просто хотів займатися виконанням замовлень для великих роздрібних торговців, щоб краще конкурувати з Amazon.com, Рубін зміг викупити споживчий бізнес GSI за надзвичайно низькою ціною. Він викупив: Fanatics, Inc. (ліцензованого спортивного мерчендайзера), флеш-продавця Rue La La та ShopRunner. Рубін є генеральним директором Fanatics і виконавчим головою правління Rue La La. У 2019 році на CNBC було оголошено, що Simon Property Group об'єднається з Rubin, щоб розмістити їх торговельний центр онлайн і внести 280 мільйонів доларів у підприємство. У грудні 2020 року ShopRunner було продано FedEx.
Рубін організував партнерські угоди для Fanatics з більш ніж 300 професійними лігами, командами різних видів спорту, включаючи угоди з Nike, Національною футбольною лігою та Вищою лігою бейсболу, які надали Fanatics права на розроблення, виробництво та розповсюдження всієї фанатської екіпіровки Nike для обидвох ліг. З початком пандемії COVID-19 на початку 2020 року компанія Rubin закрила завод з виробництва уніформи MLB Fanatics для виробництва лікарняних халатів і ЗІЗ для працівників лікарень. У серпні 2020 року він забезпечив фінансування серії E у розмірі 350 мільйонів доларів для Fanatics, що підвищило оцінку компанії до 6,2 мільярда доларів.
У березні 2021 року Rubin and Fanatics забезпечили раунд фінансування в розмірі 320 мільйонів доларів, а потім ще 325 мільйонів доларів у серпні 2021 року, що призвело до підвищення оцінки вартості компанії до 18 мільярдів доларів станом на вересень 2021 року. Під час останнього раунду фінансування було оголошено, що Рубін перейде на посаду генерального директора нової, більшої компанії Fanatics, яка виходить за межі мерчендайзингу на нові спортивні вертикалі, щоб створити глобальну цифрову спортивну платформу. Повідомлялося, що ці зміни можуть включати невзаємозамінний токен (NFT) — сферу, до якої Rubin увійшов у травні 2021 року, ставши співзасновником цифрової колекційної компанії Candy Digital; спортивні ставки та ігри; торгові картки, а також продаж квитків і медіа.

### Ставки «Філадельфія Севенті Сіксерс» та «Нью-Джерсі Девілз»
У жовтні 2011 року Рубін купив міноритарну частку володіння Philadelphia 76ers. Рубін був членом інвестиційної групи, яка виграла тендер на 280 мільйонів доларів для команди, очолюваної Джошем Гаррісом і Девідом Блітцером. Серед інших відомих членів — Арт Врубель, Джейсон Левієн, Адам Арон, Мартін Дж. Геллер, Девід Б. Хеллер, Джеймс Ласітер, Вілл Сміт, Джада Пінкетт Сміт та Ерік Тохір. НБА офіційно схвалила угоду 13 жовтня 2011 року.
У 2013 році, будучи членом іншої інвестиційної групи на чолі з Гаррісом та Блітцером, Рубін викупив частку в New Jersey Devils та Prudential Center за 320 мільйонів доларів. У 2022 році Рубін продав свої частки в Harris Blitzer Sports &amp; Entertainment, холдинговій компанії обидвох команд, Девіду Дж. Адельману через конфлікт інтересів через швидке зростання букмекерського бізнесу та долученості гравців.

## Виступи в ЗМІ
Окрім публікацій у Forbes, у Рубіна брали інтерв'ю або цитували такі видання, як The Wall Street Journal, The New York Times, Fortune, Entrepreneur, People Magazine та Sports Illustrated.
Інтерв'ю з Рубіном також розміщали на сторінках та в ефірі Dateline NBC, Good Morning America та CNN.
У 2010 році Майкл Рубін з'явився в прем'єрному сезоні телевізійного шоу CBS «Бос під прикриттям», де працював під прикриттям на складі та в кол-центрі GSI Commerce. Після того, як його особу було розкрито наприкінці шоу, він подарував співробітнику, який нещодавно боровся із смертельним захворюванням дитини, 10 000 доларів допомоги.
Рубін був відомим доповідачем і учасником дискусій на заходах електронної комерції та спортивної індустрії, включаючи MIT Sloan Sports Analytics Conferences, Wharton Sports Business Summit, Recode 's Code Commerce та Fast Company Innovation Festival.

## Подяки
Мережа навчання підприємництву (NFTE) нагородила Рубіна на гала-конференції у Філадельфії у 2011 році за те, що він представляв «справжній дух і рішучість підприємця» та служив джерелом натхнення для студентів NFTE.
У 2011 році Forbes назвав його одним із «20 найвпливовіших генеральних директорів у віці до 40 років».
У 2018 році Рубін був включений до першого списку найвпливовіших людей у спорті за версією Bleacher Report «Power 50». З 2015 по 2019 рік Рубін входив до «50 найвпливовіших людей у спортивному бізнесі» за версією Sports Business Journal.
Крім того, у 2021 році журнал Sports Business Journal назвав Рубіна «Найвпливовішою людиною в спортивному бізнесі», а в 2022 році його назвали «Керівником року в галузі спорту».

## Особисте життя
Завзятий фанат спорту з юності, Рубін проводить свій час між Філадельфією, неподалік від якої він виріс, і Нью-Йорком, де у 2018 році, як повідомлялося, він придбав пентхаус за 43,5 мільйона доларів.
Рубін розлучився з місцевою вчителькою танців Міган Рубін. У них у шлюбі народилася донька. У липні 2020 року в Рубіна народилася друга донька від професійної моделі Камілла Фішель Раніше Рубін зустрічався з ведучою телевізійних новин Ніколь Лапін.
Рубін запустив вірусну програму «All In Challenge», яка зібрала понад 60 мільйонів доларів для вирішення проблем продовольчої безпеки під час пандемії COVID-19. У січні 2023 року Рубін оголосив, що Fanatics, NFL та NFLPA пожертвують усі доходи від продажу майки Damar Hamlin 's Buffalo Bills до фонду Hamlin's Chasing M's після того, як у Гемліна сталася зупинка серця в грі проти Cincinnati Bengals.